# 木村英樹 (工学者)
木村 英樹（きむら ひでき、1964年 - ）は、日本の工学者。電気工学、電子工学分野においてエネルギー変換・貯蔵を専門とし、その具現化として太陽エネルギーを利用した高性能ソーラーカーなどの開発で世界トップレベルの業績を有する。一般社団法人日本太陽エネルギー学会理事、一般社団法人循環社会推進協議会EV部会長などを務め、創エネルギー・省エネルギー・蓄エネルギーの技術に関する啓発活動を推進してきた。
東海大学工学部電気電子工学科に所属していたが、現在は2022年4月に新設された機械システム工学科教授として電気自動車、ドローンなどの電動モビリティに関する研究などを行っている。日本太陽エネルギー学会フェロー・理事。専門以外に、プロジェクト活動によって学生の社会的実践力を培うことを目的とした東海大学チャレンジセンター（現在の東海大学キャンパスライフセンター）、ドローン操縦の国家資格取得を目指す東海大学ドローンアカデミーの立ち上げに関わった。

## 人物・来歴
東京都生まれ。幼少時代に手塚治虫著の鉄腕アトムの影響を受け、科学者への道を志す。東京都立広尾高等学校、東海大学工学部電子工学科を卒業。同大学大学院工学研究科電子工学専攻博士課程後期修了。学位は博士（工学）。父は、元東海大学工学部通信工学科教授の木村登名誉教授であり、1960年に東海大学陸上競技部を創設し同部の顧問を務める。

### 略歴
1995年に学校法人東海大学の専任助手に採用され、東海大学工学部電子工学科松前義昭研究室に配属される。1996年から東海大学ソーラーカーチームに所属し2005年～2017年まで総監督を務めた。現在は工学部機械システム工学科教授。2006年に東海大学チャレンジセンター推進室長に就任し、平成18年度文部科学省「現代的教育ニーズ取組支援プログラム（現代GP）」の採択を受けた。2014年から2015年は、東海大学チャレンジセンター所長。2015年は文部科学省の地（知）拠点整備事業（大学COC事業）の採択を受けて設置された、地域連携を担当する東海大学To-Collabo推進室室長を務めた。2017年度に東海大学現代教養センター所長に就任した。2018年度には、東海大学大学運営本部副本部長と大学IR室長を兼務した。2021年度より、東海大学同窓会副会長に就任。2022年度からは学校法人東海大学評議員、東海大学ユニバーシティビューローゼネラルマネージャー。2023年より東海大学学長補佐およびドローンアカデミー所長に任命された。 2025年3月に任期満了となった松前義昭学長の後任として第19代東海大学学長および学校法人東海大学の業務執行理事に就任。

### 現在の兼職
- 一般社団法人日本私立大学連盟理事[9]

- 一般社団法人日本太陽エネルギー学会理事[10]

- 学校法人三信学園やまばと幼稚園理事

### 専門
太陽エネルギー利用、超高効率ブラシレスDCモータ、電気二重層キャパシタ応用、プロジェクト活動による人材育成、大学による地域連携など。

## 主な業績

### 研究テーマ
- 高性能ソーラーカーの開発（産学連携プロジェクト）

- 電子線照射によるCFRPの強度向上[11]

- 鉄系アモルファス箔積層コアを用いた96%超高効率ブラシレスDCモーター[12][12]

- 電気二重層キャパシタの電気自動車・ソーラーカーへの応用

- 熱音響エンジンでの利用を主目的としたリニア発電機の開発[13]

- 半導体中のディープエネルギーレベルによる負性光伝導現象[13]

### 受賞
- 東海大学総長賞（1988年）東海大学

- 第4回応用物理学会講演奨励賞（1998年）応用物理学会[14]

- 98 ワールド・ソーラーカー・ラリー未来賞（1998年）ワールド・ソーラーカー・ラリー組織委員会[15]

- 平成22年度神奈川県・横浜・川崎・相模原四首長地球温暖化防止表彰（2010年）神奈川県・横浜市・川崎市・相模原市[16]

- 日本クリエイション大賞2011 ドリームテクノロジー賞（2012年）日本ファッション協会[17]

- 日本太陽エネルギー学会特別賞（2012年）一般社団法人日本太陽エネルギー学会

- ソーラーアワード2012 チャレンジ部門（2012年）ソーラーアワード実行委員会

- 平成27年度 科学技術賞（理解増進部門）（2015年）文部科学大臣賞[18][19]

- 松前重義記念基金牧野不二雄奨励賞（2016年）学校法人東海大学

- 日本太陽エネルギー学会フェロー称号[20]（2021年）一般社団法人日本太陽エネルギー学会

- JEC Innovation Award 2021, Aerospace[21] (2021年) JEC COMPOSITES CONNECT

### 活動

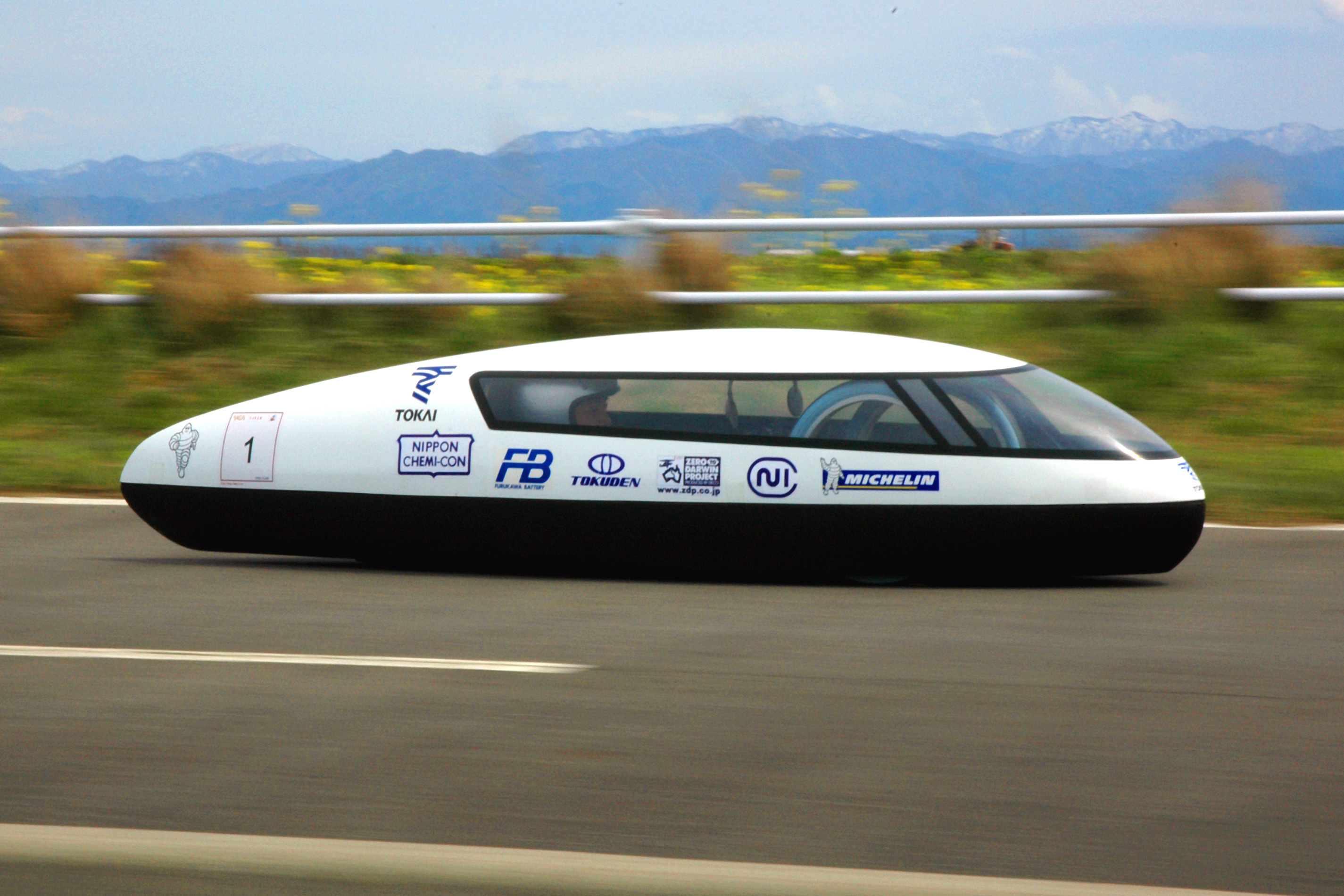
省エネ競技用小型電気自動車 Faraday's Magic 2

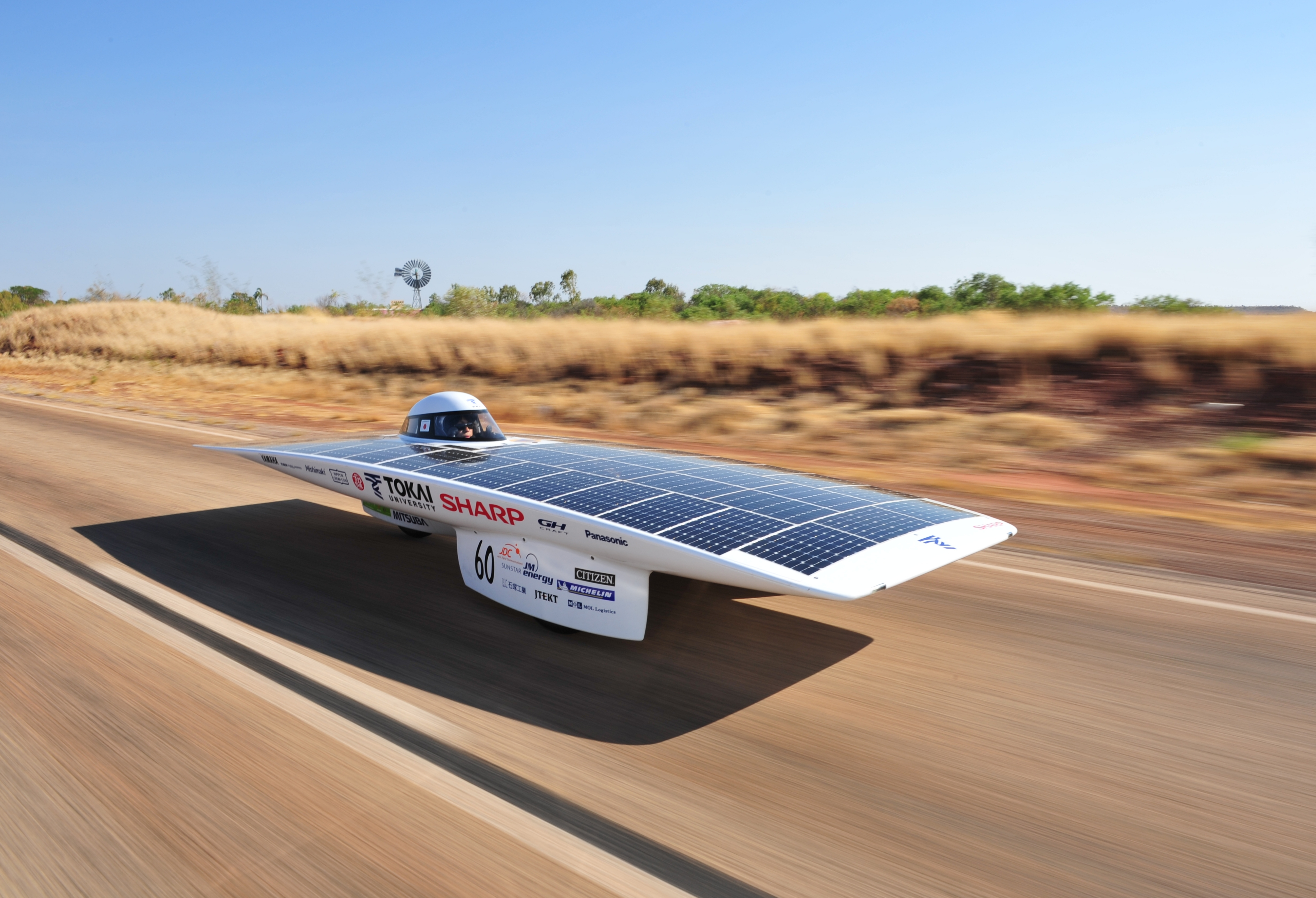
2009年型ソーラーカー Tokai Challenger

ソーラーカー等を通した活動は顕著で、オーストラリア大陸のダーウィン〜アデレード間の3,000kmを縦断するワールド・ソーラー・チャレンジに1996年、1999年〜2001年と、2009年〜2023年は隔年で参戦し、2009年と2011年は東海大学ソーラーカーチームを世界一に導いた。
1998年には、日本ケミコンと共同して世界で初めてソーラーカーに電気二重層キャパシタを搭載した。
2003年には、特殊電装、日本ケミコンとともに鉄系アモルファス箔積層コアを用いた変換効率93%のブラシレスDCモーターを開発。その後、特殊電装から市販化された。
2004年5月、改良したアモルファスモーターを搭載した省エネ競技用小型電気自動車「ファラデー・マジック2」で、大潟村ソーラースポーツラインで開催されているワールド・エコノ・ムーブに出場し、鉛蓄電池部門で総合優勝。それ以降2008年まで5連覇を達成した。2008年〜2011年には燃料電池部門でも4連覇を達成した。
2005年から東海大学ソーラーカーチームの監督に就任。2008年に、ラリードライバーの篠塚建次郎らとともに、国際自動車連盟公認のサウス・アフリカン・ソーラー・チャレンジに出場し初優勝を成し遂げた。
2009年には、シャープから太陽電池の種類の１つであるInGaAs化合物を用いた三接合化合物太陽電池の供給を受け、ソーラーカー2009 Tokai Challengerを開発した。このソーラーカーにより、2009年のワールド・ソーラー・チャレンジで、日本の大学チームとして初優勝を遂げた。これは、1996年にホンダのソーラーカー「Dream」が優勝して以来、日本勢として13年ぶりの優勝であった。

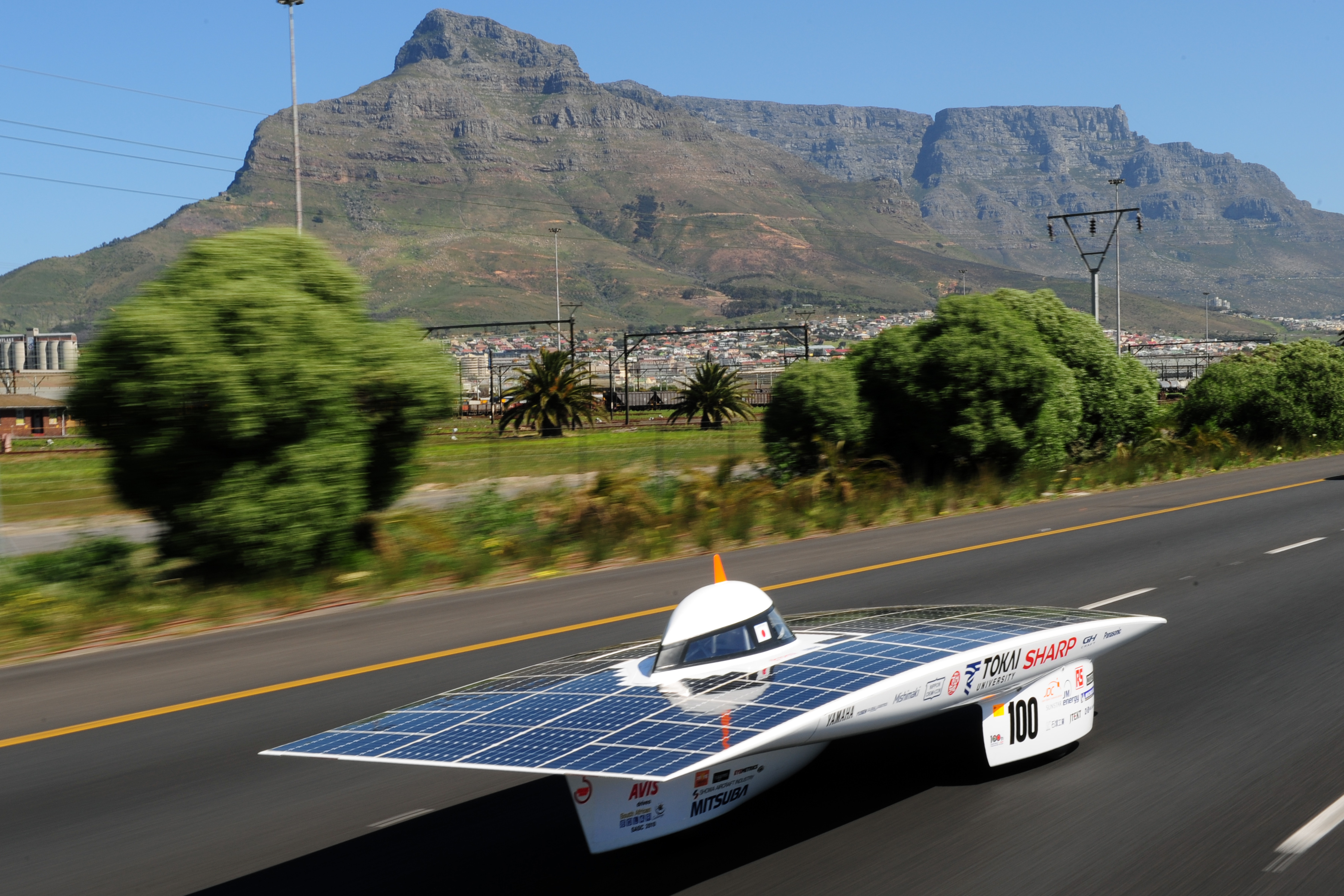
南アフリカ共和国ケープタウンのテーブルマウンテン付近を走行するソーラーカー Tokai Challenger

2010年5月、日本学術会議シンポジウム「環境・エネルギーと電気電子情報技術」で講演。集英社ジャンプ・コミックスより、太田垣康男（原作）・村田雄介（漫画）による『曇天・プリズム・ソーラーカー』の発行に際し取材協力を行った。10月には南アフリカ共和国で開催されたFIA公認国際ソーラーカー大会で優勝した。
2011年には東日本大震災の影響で計画停電などによる活動の制約を受ける中、パナソニックから太陽電池モジュールHIT、東レから炭素繊維トレカの供給を受けて、2011 Tokai Challengerを製作し、ワールド・ソーラー・チャレンジで2連覇を達成した。12月には日本記者クラブからの要請を受け、ワールド・ソーラー・チャレンジ2連覇に関して会見を行った。
2012年1月、アラブ首長国連邦のアブダビ首長国のアブダビで開催されたW: World Future Energy Summitにソーラーカーを出展。4月には新東名高速道路開通前に、ソーラーカーの性能を実証するために清水パーキングエリアを車体整備拠点として、新清水インターチェンジ〜新富士インターチェンジを、100 km/hの速度による往復走行を繰り返した。

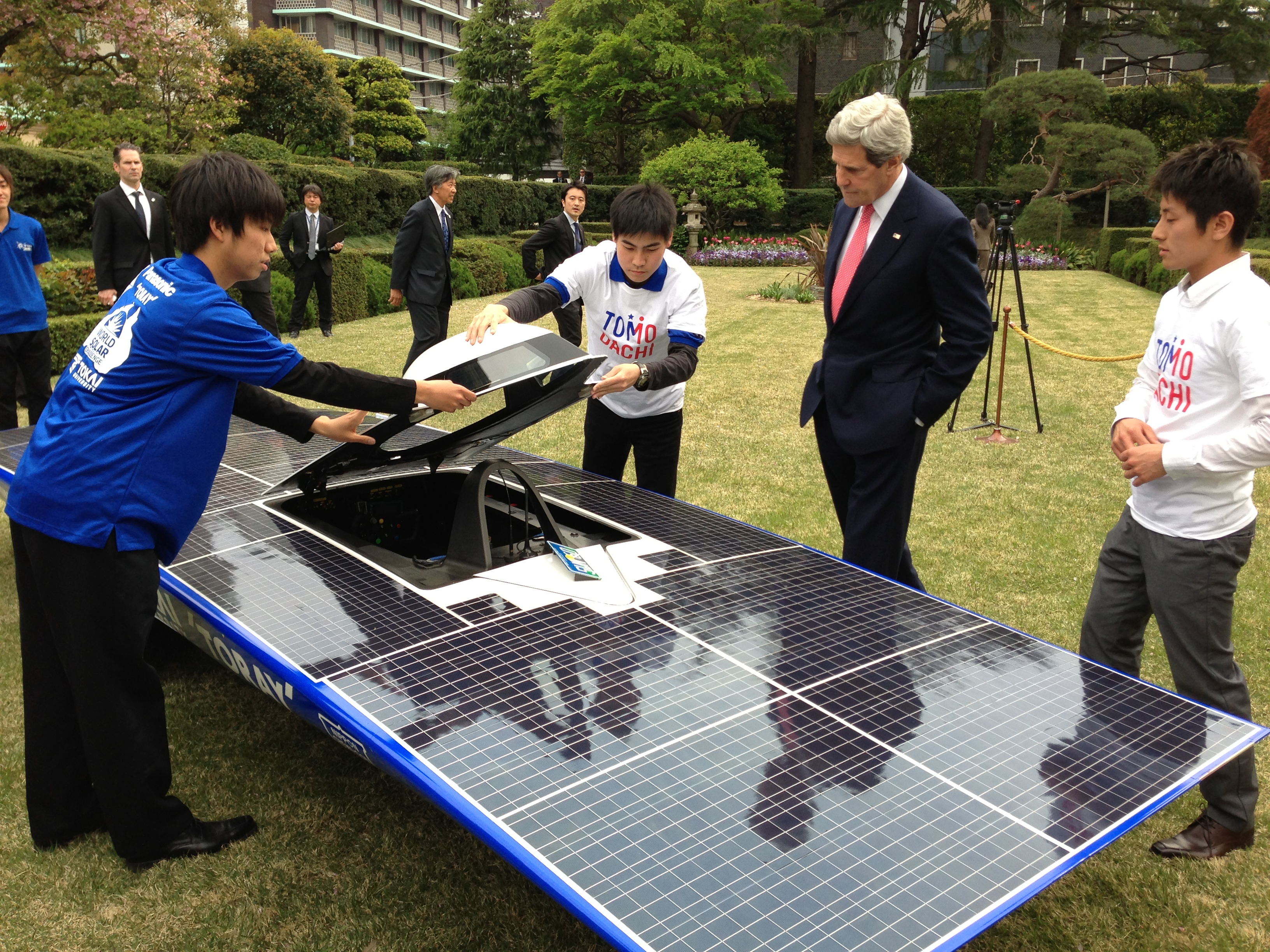
ケリー米国国務長官が東海大学ソーラーカーチームメンバーとソーラーカーを米国大使機関に招く

2013年4月、アメリカ大使館からの招待を受け、大使公邸にてジョン・ケリーアメリカ合衆国国務長官と東海大学ソーラーカーチームメンバーが対談した。タカラトミーから、東海大学ソーラーカーの東海チャレンジャーがトミカNo.26として発売開始された。10月にオーストラリアで開催されたワールド・ソーラー・チャレンジでは、4輪（カタマラン型）の新型ソーラーカーで出場し総合2位となった。
2014年2月、アラブ首長国連邦のアブダビ首長国のムハンマド・ビン・ザーイド・アール・ナヒヤーン皇太子（H.H Sheikh W: Mohammed bin Zayed Al Nahyan）が公賓として来日した際に、東海大学高輪キャンパスでソーラーカーについて直接説明を行った。これを契機に、アブダビの石油大学（W: Petroleum Institute）と共同でソーラーカー開発を行った。一方、チリ共和国で開催されたソーラーカーレース es: Carrera Solar Atacamaでは東海大学チームを優勝に導いた。
2015年1月、中東初のソーラーカーレースであるアブダビ・ソーラー・チャレンジで、指導を行ったアブダビの石油大学チームが2位となった。2015年に開発された2015 Tokai Challengerは、オーストラリアで開催されたブリヂストン・ワールド・ソーラー・チャレンジに出場し、総合3位となった。
2016年11月、大正製薬リポビタンDのTVCMの新シリーズ「Have a Dream」の第1弾として、プロサッカーの三浦知良 選手とともに東海大学ソーラーカーチームのメンバーが出演した。
2017年10月、ユニークなモノハル型（単胴型または砲弾型）の新型ボディを設計・製作し、オーストラリアで開催されたブリヂストン・ワールド・ソーラー・チャレンジで総合4位となった。上位3チームは多接合化合物太陽電池を使用しており、シリコン太陽電池を採用したソーラーカーとしては最高順位であった。
2018年9月、Sasol Solar Challenge（南アフリカ）で準優勝となった。また、同時に特別賞として環境賞などを受賞した。
2019年10月、ブリヂストン・ワールド・ソーラー・チャレンジ（オーストラリア）で6年ぶりに準優勝となった。シリコン太陽電池を採用したソーラーカーとしては最高順位であった。2009年以降、日本から本大会に参加するチームとして常に最高順位を維持している。
2021年4月〜2022年3月、三栄が発行するモーターファンイラストレーテッドにおいて、愛車であるトヨタ自動車の燃料電池自動車2代目MIRAIに関連した12回の連載レポート「木村ミライ研究所」を執筆した。また、2022年4月16日には、新東名高速道路の新秦野インターチェンジ〜伊勢原大山インターチェンジの開通式において、開発・製作に携わったソーラーカーTokai Challenger（2019年モデル）がパレード走行を行った。
2022年8月、ワールド・グリーン・チャレンジ・ソーラーカーラリー(秋田県大潟村)にて優勝。前年の2021年大会に続き、2年連続の総合優勝となった。
2023年4月、ドローン操縦の国家資格取得を目指すドローンアカデミー所長に就任。10月、オーストラリアで開催されたBridgestone World Solar Challengeに出場し5位。
2024年8月、ワールド・グリーン・チャレンジ・ソーラーカーラリーで、2022年大会に続いて3度目の総合優勝を飾った。

## 著書

### 単著
- 『ソーラーカーで未来を走る』くもん出版, 2011年, ISBN 978-4-7743-1959-9

### 共著
- 『エコ電気自動車のしくみと製作』オーム社, 2006年, ISBN 4-274-20291-7

- 『持続可能エネルギー講座第1巻 持続可能エネルギー総論』日本太陽エネルギー学会, 2007年

- 『2008最新電池技術大全』電子ジャーナル, 2008年

- 『世界最速のソーラーカー』東海教育研究所, 2010年, ISBN 978-4-486-03715-6

- 『太陽エネルギーがわかる本』オーム社, 2012年, ISBN 978-4-274-21236-9

- 『新太陽エネルギー利用ハンドブック第V編』日本太陽エネルギー学会, 2014年

## 報道・出演

### テレビ番組
- テレビ東京 テクノ探偵団（1999年）

- テレビ朝日 ダヴィンチの予言（2000年）

- 秋田朝日放送 ワールド・エコノ・ムーブ（2004年、2005年、2006年、2007年、2008年、2009年、2010年）

- テレビ朝日 タモリ倶楽部 「ホバーの火を消すな！掃除機を使って簡易ホバークラフトをつくろう！！」（2008年）、「懐かしいゴム動力がスケールアップして甦る！ 巨大糸巻き戦車を作ろう！！」（2010年）

- NHK名古屋放送局 金とく（2008年）

- フジテレビ めざましテレビ（2008年）

- テレビ神奈川 パペットマペットのサイエンスでしょ!?（2008年）

- 山梨放送 カナエルチカラ 太陽がくれたチャンス（2009年）

- NHK BS1 ガッチャン!（2010年）

- NHK総合 ワンダー×ワンダー「ソーラーカー 大陸縦断レース」（2010年）

- NHK BSハイビジョン ハイビジョン特集「疾走3000km〜大陸縦断ソーラーカーレース〜」[46]（2010年）

- TBSニュースバード TBSニュースバード (テレビ番組)（2011年）

- 日本テレビ Oha!4 NEWS LIVE（2011年）

- テレビ新潟 東海大学 ソーラーカーチームの挑戦（2012年）

- BS朝日 いま世界は（2013年）

- テレビ朝日 テレビ朝日開局55周年パナソニックスペシャル「挑戦！オーストラリア縦断3000キロ　世界最高峰ソーラーカーレース　密着ドキュメント」[47]（2014年）

- BSジャパン BSジャパン開局15周年特別企画「太陽を追え！激走！ソーラーカーレース オーストラリア縦断3000キロ」[48]（2015年）

- NHKワールド JAPAN SAMURAI WHEELS（2017年）

- BSジャパン「オーストラリア縦断3000キロ 過酷！ソーラーカーレース 日本の知恵と技術の結晶で挑む」[49]（2017年）

- NHK総合 超絶 凄ワザ!「目指せソーラーカー世界一スペシャル」[50]（2017年）

- BSテレビ東京「地平線の彼方へ！激走３０００キロ２０１９ブリヂストン・ワールドソーラーチャレンジ」[51]（2019年）

- NHK BS 「激走!ソーラーカー オーストラリア縦断3000km」[52]（2023年）

### ラジオ番組
- FM東京 中西哲生のクロノス、速水健朗のクロノス・フライデー、サントリー・サタデー・ウェイティング・バー、NTTファシリティーズ presents Smart ACADEMY、サヘル・ローズ SDGs学部 ミライコード[53]

- TBSラジオ 夢★夢エンジン、OLERA、荒川強啓 デイ・キャッチ!、大沢悠里のゆうゆうワイド

- 文化放送 福井謙二 グッモニ

- 中国放送 エネルギー最前線 ミライレポート

- 福井放送 谷戸礼子 いきいき長寿セミナー

- FM横浜 EVENING BUZZ

- J-WAVE LOHAS TALK BECOME A GREEN SHOPPER!

### 雑誌
- 三栄 モーターファンイラストレーテッド Vol. 42, 55, 60, 68, 73, 84, 108, 115, 129, 132, 139, 160, 166、Vol. 175-186 木村ミライ研究所（連載コラム）、CAR STYLING 195号、ニューモデルマガジンX 1997年12月号, 2004年11月号, 2010年12月号

- CQ出版社 トランジスタ技術 2011年2月号、MOTORエレクトロニクス No. 1

- 毎日新聞社 サンデー毎日 2019年6月30日号

- オーム社 新電気 2012年2, 5, 6月号

- ワールドフォトプレス モノ・マガジン 2013年10月2日号

- PHP研究所 THE21 2013年9月号

- 旺文社 螢雪時代 2008年12月号, 2012年1月号

- 木楽舎 ソトコト 2010年2, 7月号

- 二玄社 CAR GRAPHIC 2004年7, 9月号, 2005年2, 8月号, 2006年7月号, 2008年6, 7, 12月号, 2009年7月号, 2010年1月号

- 日刊工業新聞社 機械設計 2009年3月号

- アクセスインターナショナル ソーラージャーナル 2012年